# Jablonné v Podještědí
Jablonné v Podještědí är en stad i Tjeckien. Den ligger i den norra delen av landet, 80 km norr om huvudstaden Prag. Jablonné v Podještědí ligger 323 meter över havet och antalet invånare är 3 699.
Terrängen runt Jablonné v Podještědí är platt åt sydväst, men åt nordost är den kuperad.Runt Jablonné v Podještědí är det ganska glesbefolkat, med 22 invånare per kvadratkilometer. Närmaste större samhälle är Česká Lípa, 18,0 km sydväst om Jablonné v Podještědí. Omgivningarna runt Jablonné v Podještědí är en mosaik av jordbruksmark och naturlig växtlighet.